# Église Saint-Projet de Bordeaux
Pour les articles homonymes, voir Saint-Projet.
L'église Saint-Projet est située rue Tustal à Bordeaux. Construite au XIVe siècle, il ne reste que la tour avec une inscription au monument historique depuis 1965.

## Église

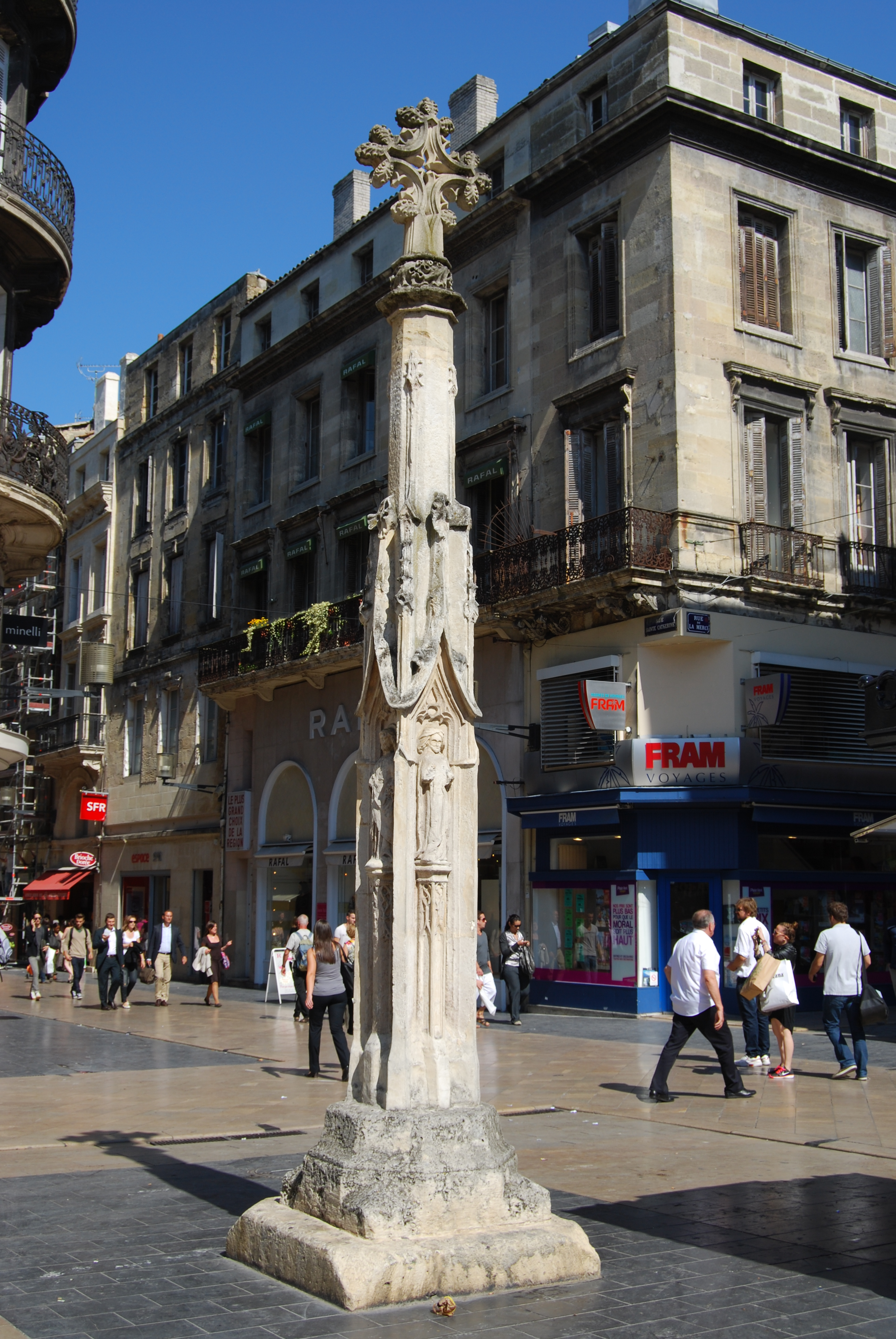
Croix de l'ancien cimetière Saint-Projet

### Description
La tour, seul élément restant de l'église Saint-Projet, présente 5 niveaux, délimités par un élément en saillie. La porte d'entrée est cachée par une porte du XVIIe siècle à pilastres plats. La partie supérieure de la tour semble de construction plus récente. La tour est inscrite par un arrêté du 14 septembre 1965. 
La croix de l'église Saint-Projet, citée dans un document de 1518, est aujourd'hui visible sur la place Saint-Projet, celle-ci étant à l'emplacement de l'ancien cimetière médiéval de l’église éponyme,. Seul le fût de la croix est ancien, la croix elle-même a été refaite au début du XXe siècle.

### Historique
L'église Saint-Projet était située à l'intérieur des murs d'enceinte de la ville. De dimension modeste, elle était essentiellement fréquentée par la bourgeoisie et artisans aisés bordelais.
En 1791, Pierre Pacareau est élu évêque en remplacement de Jérôme Champion de Cicé qui a quitté Bordeaux après avoir refusé de prêter serment. Pacareau, évêque constitutionnel, décide de fermer des églises dont Saint-Projet. La loi du 6 mars 1791 réduit en effet à 10 le nombre des paroisses bordelaises avec la suppression de 9 anciennes et la création de 4 nouvelles.

## La fontaine

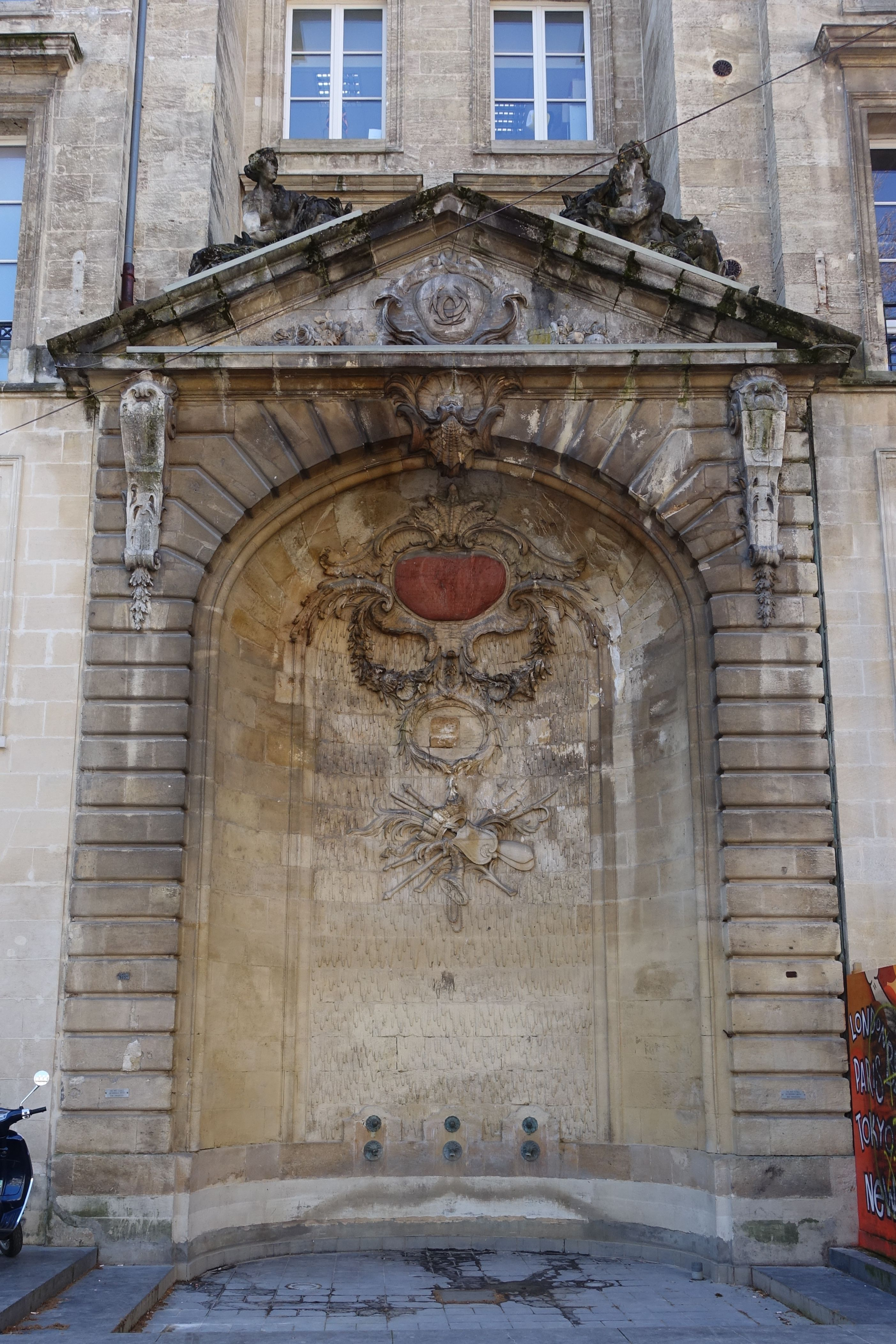
Fontaine Saint-Projet

La place Saint-Projet était au Moyen Age une place animée par un marché. Il y eut, au centre une fontaine. Elle prenait ses eaux à la source d’Arlac, du côté de Mérignac. Aujourd'hui la fontaine est adossée contre un immeuble. La sculpture réalisée en 1737, est de Michel Van der Woort. Au-dessus du fronton triangulaire, l’homme et la femme représenteraient les deux rivières traversant Bordeaux : le Peugue et la Devèze. Sous le cartouche de marbre rouge, est figuré, un trophée maritime composé de proues de navire, gouvernail, trident, harpons et corne d’abondance.